# Petra Hajská
Petra Hajská (* 5. září 1974 Praha) je česká fotografka a výtvarnice.

## Život a dílo
Narodila se v rodině fotografa. vystudovala volné umění na Akademii výtvarných umění v Praze a poté design na Vysoké škole uměleckoprůmyslové v Praze. Nakonec si ale zvolila kariéru fotografky. Věnuje se portrétní fotografii, fotografii architektury, produktové a reportážní fotografii z prostředí vážné i jazzové hudby.

## Galerie

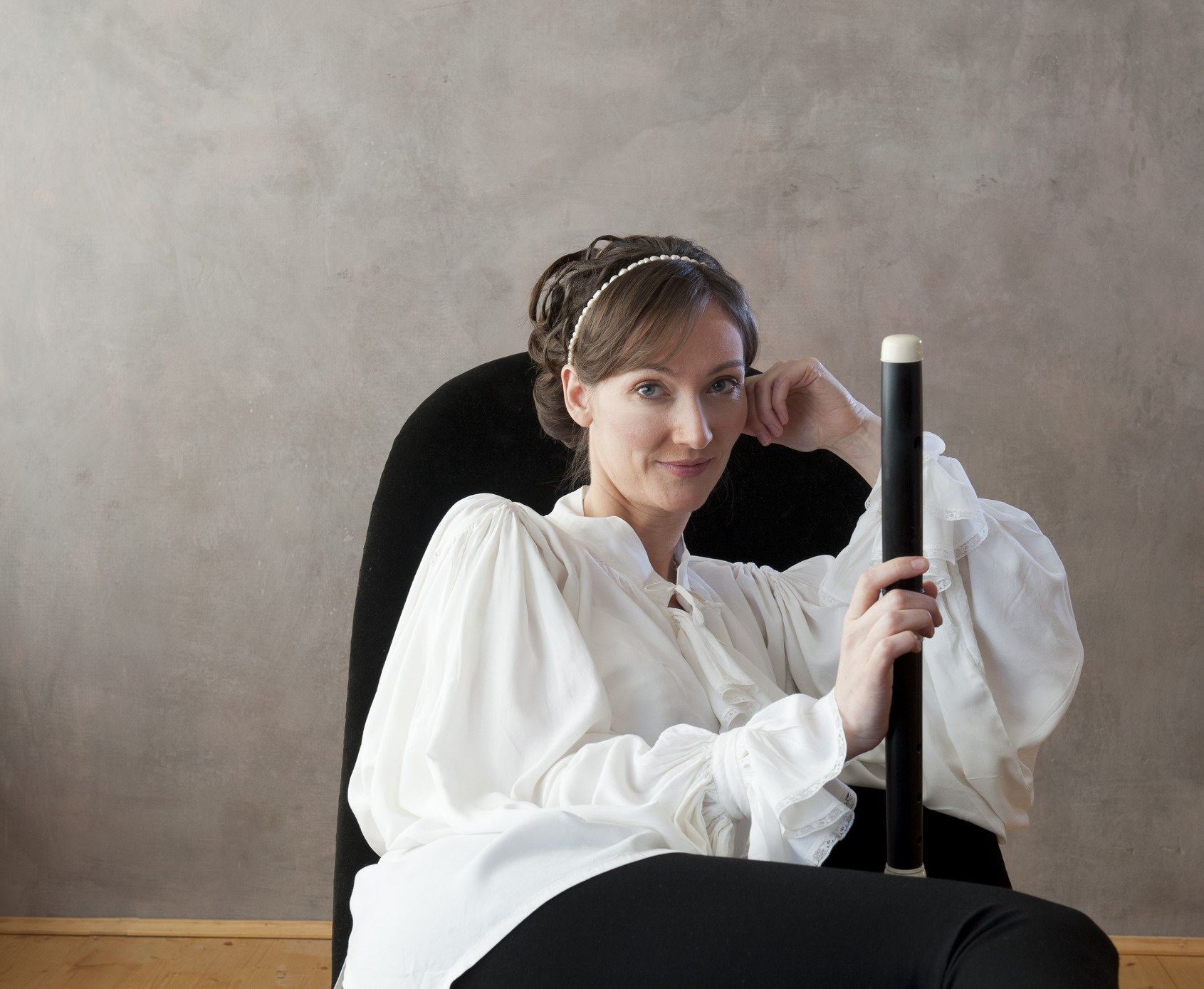
Jana Semerádová
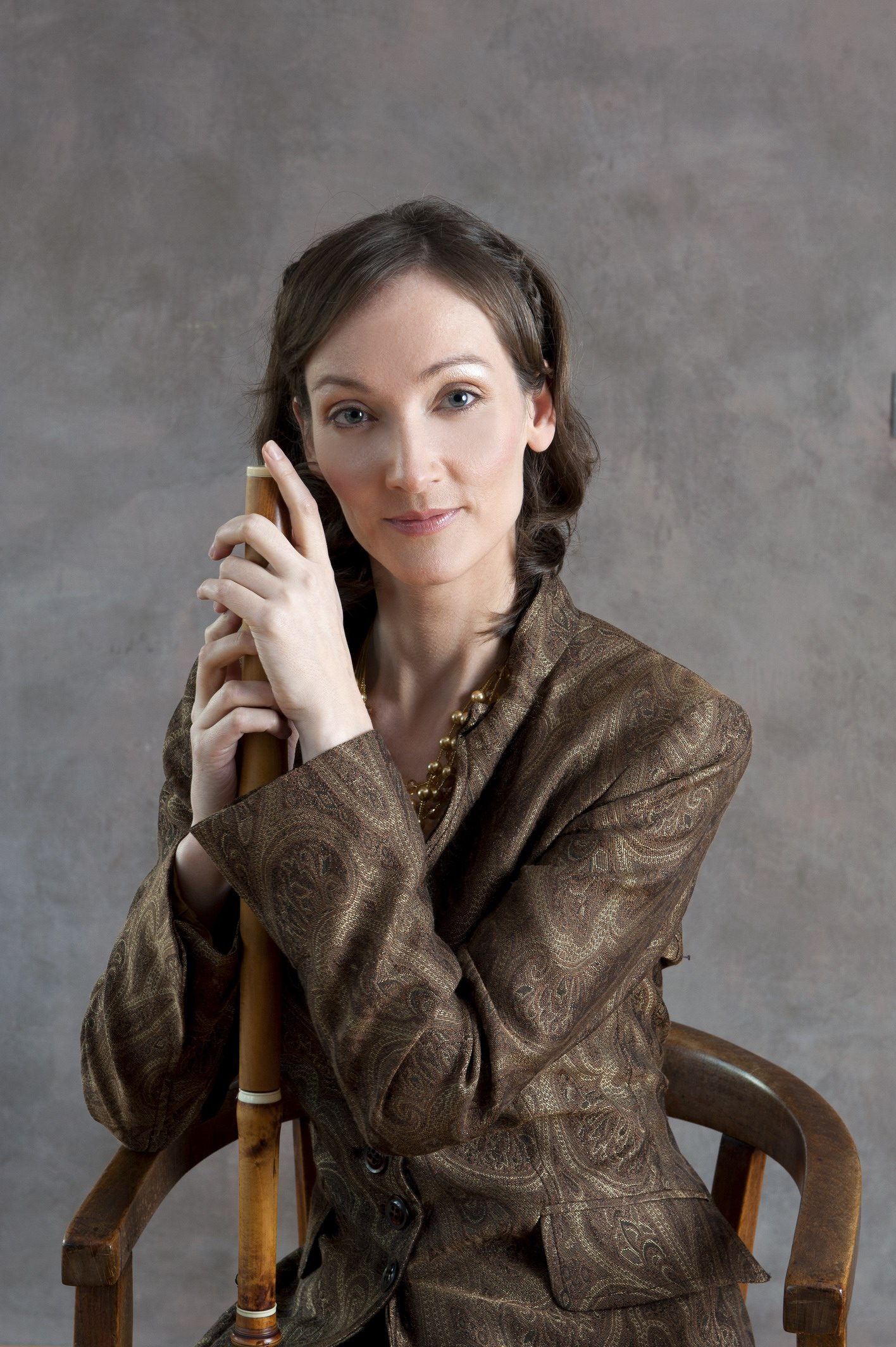
Jana Semerádová
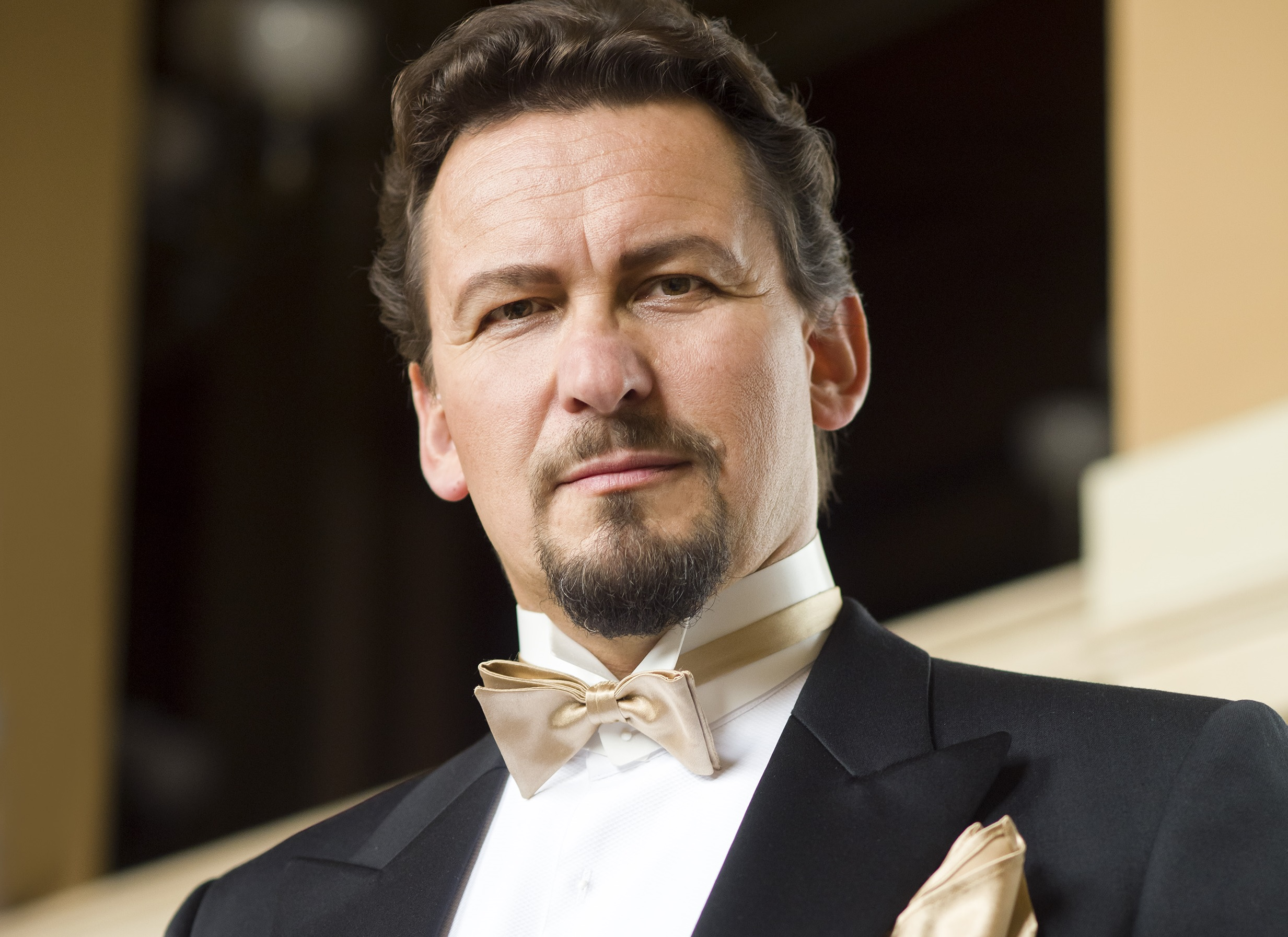
Martin Bárta, barytonista
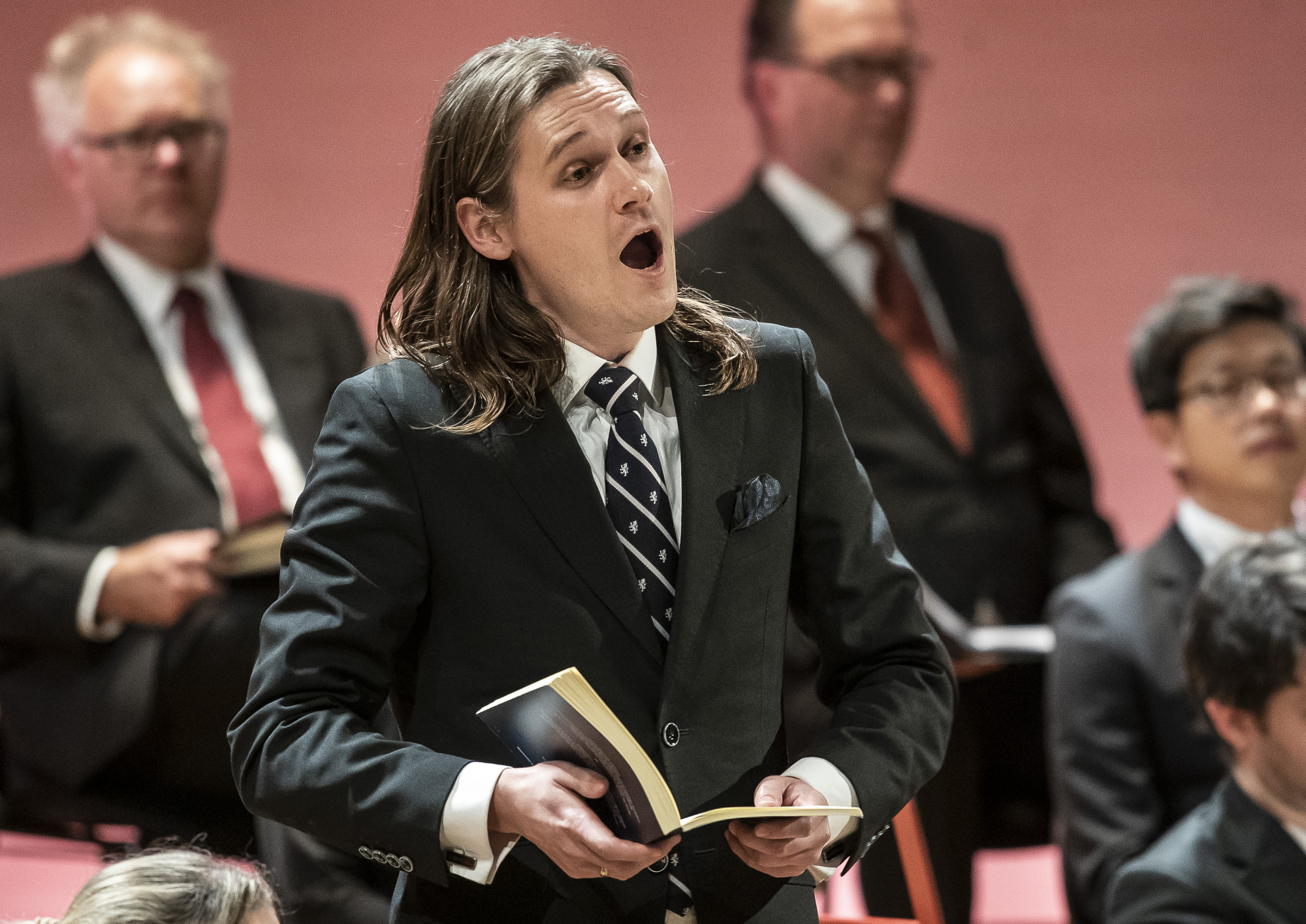
Benedikt Kristjánsson
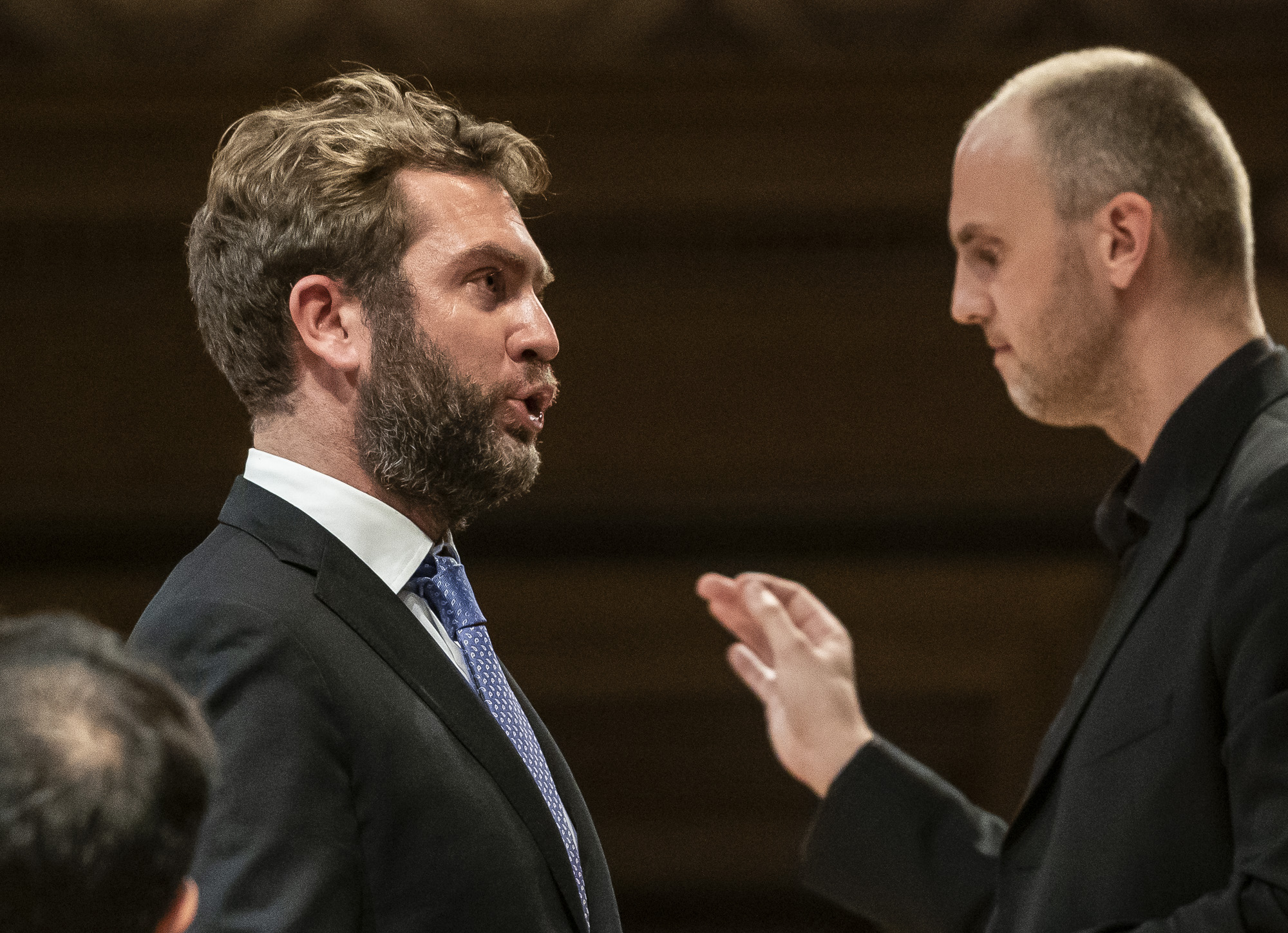
Thomas Oliemans